# Marcel Marlier
 (janvier 2021).
- Si vous ne connaissez pas le sujet, laissez ce bandeau (vous pouvez alors contacter les auteurs).
- Si vous supprimez le contenu mis en cause (vous pouvez préalablement contacter les auteurs),

argumentez précisément cette suppression dans la page de discussion
(un manque de référence n'est pas un argument ; une recherche réelle de référence doit avoir été effectuée, être formellement documentée).
Pour les articles homonymes, voir Marlier.
Marcel Marlier, né le 18 novembre 1930 à Herseaux (Mouscron) et mort le 18 janvier 2011 à Tournai (province de Hainaut), est un peintre et illustrateur belge, surtout connu pour avoir créé, avec Gilbert Delahaye, auteur des textes, et illustré, la série de livres pour enfants mettant en scène le personnage de Martine.

## Biographie
Marcel Marlier naît le 18 novembre 1930 à Herseaux,, commune belge à proximité de la frontière française. Il est le fils d'un menuisier-charpentier. Dès dix-huit ans, encore brillant étudiant dans la section des Arts décoratifs de Tournai, il travaille pour un important éditeur de manuels scolaires.
C’est à vingt et un ans qu’il commence chez Casterman, en illustrant des romans d’Alexandre Dumas et de Pearl Buck. Deux ans plus tard, il devient un des piliers de la collection d’albums « Farandole ». Il donne vie aux récits animaliers de Jeanne Cappe et Lucienne Erville, notamment.
De 1953 à 1970, il est professeur de dessin et de photographie à l’École supérieure des arts Saint-Luc, à Tournai.
En 1954 débute sa collaboration avec Gilbert Delahaye pour les aventures de Martine, sa série phare, best-seller jeunesse, qu’il enrichira jusqu’à sa mort et comptera soixante titres.
En 1969, toujours chez Casterman, il crée la série Jean-Lou et Sophie : douze titres au total, dont il est à la fois l’auteur et l’illustrateur.
En 2010, la presse unanime lui rend hommage à l’occasion de ses quatre-vingts ans.
Un dessin animé mettant en scène l’univers de Martine et produit par Les Armateurs est en cours de réalisation.

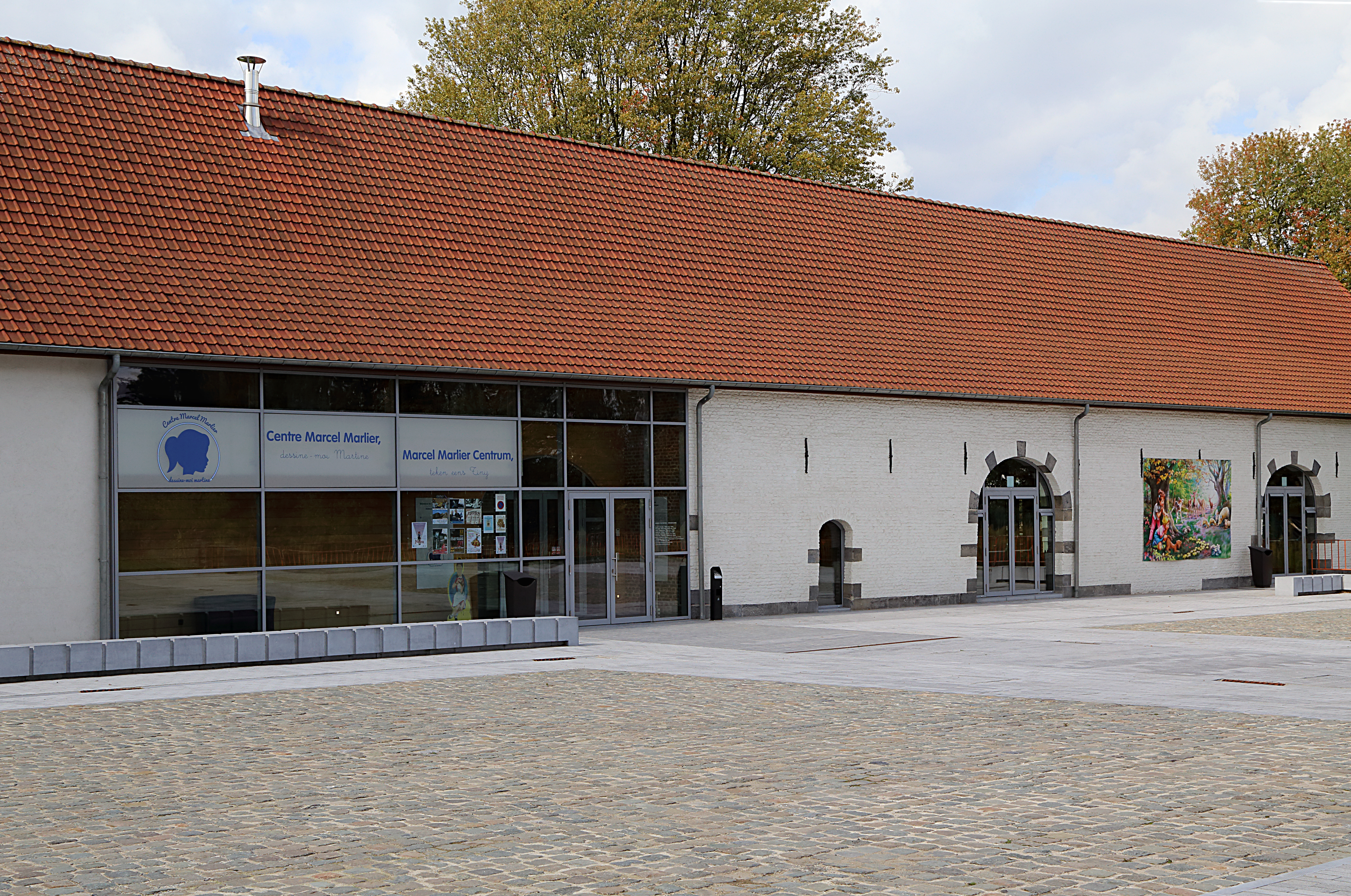
Le Centre Marcel Marlier, dessine-moi Martine.

Le 29 septembre 2015, une annexe rénovée du Château des Comtes de Mouscron, dédiée à l'illustrateur, est inaugurée, elle porte le nom de Centre Marcel Marlier, dessine-moi Martine. Ce bâtiment regroupe sur deux niveaux, des croquis, livres, documents, des vidéos d’animation et des objets relatifs à l’univers de Marcel Marlier et de son héroïne, Martine.

### Les débuts prometteurs d’un conteur
Marcel Marlier n'a que dix ans quand il réalise, à l'huile, le portrait de sa grand-mère. Le monde qui l'entoure lui sert de modèle pour assouvir sa soif de dessiner d'après nature. Instituteur, famille et amis le soutiennent et l'encouragent. Albert Mercier, peintre amateur, le prend sous son aile, et c'est ensemble qu'ils parcourent la campagne avec vélos et chevalets. Marcel Marlier se souviendra toujours avec reconnaissance de ce maître qui lui a appris le principal : c'est-à-dire à regarder.
À seize ans, il s’inscrit en arts décoratifs à Saint-Luc de Tournai. Au cours de ses études, il nouera ses premiers contacts avec le monde de l’édition. Marcel Marlier propose en effet une planche de bande dessinée racontant les aventures d’Oliver Twist. Celle-ci, malgré d’indéniables qualités pour un si jeune auteur, ne sera pas acceptée.
Ses premières commandes lui viennent des éditions La Procure qui lui demandent d’illustrer une série de livres scolaires dans lesquels il témoigne notamment d’une grande maîtrise de la typographie. 
Lors de son jury de fin d’études à Saint-Luc, les éditions Casterman le repèrent et lui commandent les illustrations de couverture de la collection « la Comtesse de Ségur » et celles d'ouvrages d'Alexandre Dumas. Marcel Marlier est alors âgé de vingt et un ans. Leur collaboration durera plus de soixante ans.

### Les années 1950: la naissance de Martine
En 1954, alors que naissent les premières séries destinées à la littérature de jeunesse, les éditions Casterman demandent à deux de leurs collaborateurs, Gilbert Delahaye, auteur et typographe, et Marcel Marlier, illustrateur, de créer une héroïne féminine pour les cinq à huit ans. Martine est née en plein baby-boom. Les enfants adhèrent massivement au nouveau concept de série qui leur permet de s’identifier à leurs héros et de les retrouver dans leur quotidien.
Le premier tome, Martine à la ferme, est le reflet de la société des années 1950. Martine, petite citadine indépendante, se rend pour le week-end à la campagne où elle s’amuse avec tous les animaux de la ferme. Marcel Marlier et Gilbert Delahaye se font les témoins de leur temps. La révolution agraire n’en est qu’à ses prémices. Si la population abandonne massivement les campagnes, elle tient à garder un contact avec ses racines rurales, quitte à les idéaliser. Dans les tomes suivants, Martine se rend au cirque, à la foire, à l’école, à la montagne... Dix ans après la fin de la guerre, la société retrouve le goût de vivre. Elle entend gâter ses enfants qui apprennent la vie en commun à travers diverses expériences.
Si l’on ressent le souhait de Marcel Marlier de reproduire la réalité, son dessin reste encore stylisé pour les personnages secondaires et les décors. Ainsi, dans Martine à la montagne, l’influence de Walt Disney est palpable, comme en témoignent ses animaux humanisés. De même l’empreinte de son premier maître, Albert Mercier, se ressent dans le choix et l’application des couleurs.
Durant toutes ces années, Marcel Marlier utilise exclusivement la gouache qui permet les retouches. Il atteint une parfaite maîtrise des fondus et dégradés par dissolution. Dès 1959, il recourt à la technique du pinceau ouvert pour donner plus de matière, comme on peut le constater dans le rendu de la neige de Martine à la montagne. À cette époque, le texte est nettement séparé de l’image, même si le cadre des dessins est parfois plus libre que le traditionnel rectangle.

### Les années 1960: témoignages d’une époque optimiste
Les années 1960 seront pour Marcel Marlier parmi les plus fécondes. Il s’inspire de l’art de vivre de ces années optimistes caractérisées par l’abondance. Martine bénéficie de tout le confort moderne. Les intérieurs reflètent l’enthousiasme ambiant pour le design des sixties et l’électroménager. L’illustrateur nous prouve à nouveau son souhait de croquer le réel sur le vif. 
L’engouement de l’époque pour les États-Unis est également bien présent au travers des voitures ou même du voyage que Martine effectue à New York, symbole de modernité. En un mot, Martine est une petite fille résolument libérée et dans l’air du temps. Elle expérimente tout ce que la société lui offre. La nature est, elle aussi, mise au service de l’homme et de son bon plaisir, vingt ans à peine après l’octroi des premiers congés payés.
En 1969, Marcel Marlier inaugure une nouvelle série, Jean-Lou et Sophie, dont il écrit également les textes. Il y traitera pendant plus de douze ans tous les thèmes qui lui tiennent à cœur, et principalement la nature. Techniquement, Marcel Marlier multiplie les expériences pour rendre ses sujets toujours plus réels : il abandonne petit à petit les aplats de couleurs, perfectionne les drapés, les attitudes, la représentation des mouvements et fait preuve d’un grand sens du détail. 
Il maîtrise de mieux en mieux la lumière et les ombres qu’il fait vibrer en ajoutant de la matière aux fondus. Dès 1965, il recourt à l’aérographe pour réaliser ceux-ci. Les arrière-plans sont plus fouillés, ont plus de profondeur. 
Il se détache de l’influence de Disney, même si parfois les animaux sont encore dotés de la parole. 
En 1966, les premières illustrations de pleine page à bord perdu apparaissent. Parfois, celles-ci se suivent comme dans une bande dessinée. Le texte s’intègre dorénavant à l’image.

### Des années 1970 à nos jours: la soif d’apprendre et d’expérimenter
À partir des années 1970, Marcel Marlier se concentre sur la représentation de la nature sauvage ou domestiquée. Il nous transmet la fascination qu’elle exerce sur lui. La campagne devient le terrain de jeux et d’aventures favori de ses héros.
Le thème de l’apprentissage est également au premier plan. Martine, petit rat de l’opéra ou encore Martine apprend à nager donnent à l’illustrateur l’opportunité de perfectionner le mouvement. Dans ce but, Marcel Marlier s’immerge pendant plusieurs semaines sur le terrain. Il assiste, en effet, à des cours de natation et aux répétitions de Dolorès Laga, danseuse au Théâtre de la Monnaie de Bruxelles et au Ballet du XXe siècle. Il réalise alors des centaines de croquis préparatoires.
Dorénavant, Marcel Marlier mélange les techniques au gré de ses envies et des albums. Ici, il opte pour des décors à l’encre ou à l’aquarelle pour donner plus de présence à ses personnages. L’apparition du trait qui sertit ses personnages les place au premier plan de ses compositions. Là, il recourt à la photographie qu’il retouche. Il exploitera cette veine principalement dans Jean-Lou et Sophie à la campagne, Jean-Lou et Sophie au bord de la rivière et Jean-Lou et Sophie en Bretagne. Il l’abandonnera cependant pour retrouver une pleine liberté de composition. Ensuite, il utilise des crayons gras ou donne un effet toilé qu’il applique à l’ensemble de l’illustration ou juste aux arrière-plans. Nous sommes à l’apogée de sa quête de réalisme.

### Exprimer avec délicatesse les sentiments
Si Martine est l’héroïne d’une série, elle n’en sera pas moins différente à chaque épisode. Elle suit la mode de son temps, change de coupe de cheveux, même ses traits se modifient d’un album à l’autre. Marcel Marlier a en effet toujours préservé une totale liberté sur ce point. Il préfère s’adapter à ses petits modèles que de pérenniser son personnage en le rendant immuable. Pour s’assurer de la crédibilité de ses personnages, Marcel Marlier réalisait aussi des centaines de croquis. Martine, en soixante ans d’existence, n’a donc pas pris une ride. Les lecteurs s’en accommodent parfaitement car ils sont, sans doute, plus intéressés par les sentiments qu’ils partagent avec leur amie. Comme Martine, ils éprouvent de la joie, mais aussi de la tristesse, de la peur ou encore de la douleur.

### Un succès exceptionnel
Presque étranger au succès de l’héroïne qu’il a créée avec Gilbert Delahaye, Marcel Marlier est, avant toute chose, concentré sur son plaisir d’observer ses sujets pour les dessiner. 
Il n’en reste pas moins qu’il a été l’un des pères, avec Gilbert Delahaye, d’un véritable phénomène éditorial, comme en témoignent les soixante-cinq millions d’exemplaires vendus en langue française et les trente-cinq millions en langues étrangères. Depuis leur création en Belgique, à Tournai, les aventures de Martine ont été traduites dans une trentaine de langues. Martine est actuellement présente dans quinze pays, de l’Italie à la Chine en passant par la Serbie, la Turquie, la Hongrie, la Pologne ou la Corée. Selon les langues, elle s’appelle Anita, Tiny, Maja, Zana, Debbie, Aysegul ou encore Marika.
L’œuvre qu’il a partagé avec son complice et ami Gilbert Delahaye, témoignage incontournable de la société de la seconde moitié du XXe siècle et du début du XXIe siècle, a alimenté et alimente toujours l’imaginaire de millions d’enfants.
En octobre 2004, Marlier reçoit le prix Saint-Michel de l'illustration pour Martine.

### Ambiguïtés et parodies
Les albums de Martine n'ont pas eu que des admirateurs. Certains se sont offusqués de certaines poses des fillettes dessinées, parfois ambiguës, et de la présence récurrente de leur petite culotte blanche. 
L'affaire Dutroux a orienté le regard sur ces images, notamment lors de l'exposition rétrospective au château de Buc (Yvelines) en 2004. 
De nombreuses parodies, dont on peut facilement voir les reproductions sur internet, ont été faites d'après les couvertures des albums.

### Décès
Il meurt le 18 janvier 2011 à Tournai, à l'âge de 80 ans.

## Œuvre

### SérieComtesse de Ségur(Éd. Casterman)
- 1953 - Le Petit de Crac
- 1955 - Les Bons Enfants
- 1960 - Un jour de bonheur
- 1964 - Les Malheurs de Sophie
- 1964 - Quel amour d'enfant !
- 1967 - Après la pluie, le beau temps
- 1968 - Un bon petit diable
- 1968 - La Fortune de Gaspard
- 1969 - Le Général Dourakine
- Diloy le chemineau
- François le bossu
- La Sœur de Gribouille
- Les Caprices de Gizelle
- Les Deux Nigauds
- Mémoires d'un âne
- Jean qui grogne et Jean qui rit
- L'Auberge de l'Ange gardien
- La Cabane enchantée
- Les Petites Filles modèles
- Les Vacances
- Le Mauvais Génie
- Pauvre Blaise

### SérieMartine(Éd. Casterman)
1. 1954 - Martine à la ferme ;
2. 1954 - Martine en voyage
3. 1955 - Martine à la mer
4. 1956 - Martine au cirque
5. 1957 - Martine, vive la rentrée !
6. 1958 - Martine à la foire
7. 1959 - Martine fait du théâtre ;
8. 1959 - Martine à la montagne
9. 1960 - Martine fait du camping
10. 1961 - Martine en bateau
11. 1962 - Martine et les quatre saisons,
12. 1962 - Martine à la maison
13. 1963 - Martine au zoo
14. 1964 - Martine fait ses courses,
15. 1964 - Martine en avion
16. 1965 - Martine monte à cheval
17. 1966 - Martine au parc
18. 1967 - Martine petite maman
19. 1969 - Martine fête son anniversaire
20. 1970 - Martine embellit son jardin
21. 1971 - Martine fait de la bicyclette
22. 1972 - Martine petit rat de l’opéra
23. 1973 - Martine à la fête des fleurs
24. 1974 - Martine fait la cuisine
25. 1975 - Martine apprend à nager
26. 1976 - Martine est malade
27. 1977 - Martine chez tante Lucie
28. 1978 - Martine prend le train
29. 1979 - Martine fait de la voile
30. 1980 - Martine et son ami le moineau
31. 1981 - Martine et l’âne Cadichon
32. 1982 - Martine fête maman
33. 1983 - Martine en montgolfière
34. 1984 - Martine à l’école
35. 1985 - Martine découvre la musique
36. 1986 - Martine a perdu son chien
37. 1987 - Martine dans la forêt
38. 1988 - Martine et le cadeau d’anniversaire
39. 1989 - Martine a une étrange voisine
40. 1990 - Martine, un mercredi pas comme les autres
41. 1991 - Martine, la nuit de Noël
42. 1992 - Martine va déménager
43. 1993 - Martine se déguise
44. 1994 - Martine et le chaton vagabond
45. 1995 - Martine, il court, il court, le furet !
46. 1996 - Martine, l’accident
47. 1997 - Martine baby-sitter
48. 1998 - Martine en classe de découverte
49. 1999 - Martine, la leçon de dessin
50. 2000 - Martine au pays des contes
51. 2001 - Martine et les marmitons
52. 2002 - Martine, la surprise
53. 2003 - Martine et l’arche de Noé
54. 2004 - Martine, princesses et chevaliers
55. 2005 - Martine, drôles de fantômes
56. 2006 - Martine, un amour de poney
57. 2007 - Martine, j’adore mon frère !…
58. 2008 - Martine et un chien du tonnerre
59. 2009 - Martine protège la nature
60. 2010 - Martine et le prince mystérieux
61. 2021 - Martine au Louvre

### SérieJean-Lou et Sophie(Éd. Casterman)
1. 1969 - Jean-Lou et Sophie découvrent la mer
2. 1970 - Jean-Lou et Sophie à la campagne
3. 1971 - Jean-Lou et Sophie dans la forêt
4. 1972 - Jean-Lou et Sophie au bord de la rivière
5. 1974 - Jean-Lou et Sophie à la montagne
6. 1976 - Jean-Lou et Sophie au jardin
7. 1977 - Jean-Lou et Sophie en Bretagne
8. 1978 - Jean-Lou et Sophie construisent une cabane
9. 1979 - Jean-Lou et Sophie et Cœur de paille
10. 1980 - Jean-Lou et Sophie au jardin de Lilliput
11. 1982 - Jean-Lou et Sophie dans l’île de lumière
12. 1984 - Jean-Lou et Sophie à la course des tacots

### Série des Animaliers (Éd. Casterman)
1. 1953 - Deux lapins tout pareils
2. 1957 - Le Poussin inattendu
3. 1958 - Follet, le petit chat
4. 1960 - L’Oie Eugénie et Snif le lapin
5. 1963 - Cotcodac et Pousemin[Note 1]
6. 1964 - La Petite Chèvre turbulente
7. 1965 - Le Chat d’ici et le chat d’ailleurs
8. 1965 - Pic-Pique le hérisson
9. 1966 - Picolo le poussin curieux
10. 1973 - Follet veut tout savoir
11. 1975 - Le Chat Follet sur la patinoire

### Autres
- 1951 - La nuit merveilleuse de la cigogne de Jean-Claude Alain, Éd. Casterman, collection « Le Rameau vert »
- 1960 - Un Jour De Bonheur
- 1961 - Le Vieux Hêtre
- 1964 - Anne et Françoise en vacances
- 1973 - La Belle et la Bête
- 1998 - Coline et l'orgue mystérieux, éd. A.LI.EN